# Alexandru Pastia
Alexandru Pastia (n. 25 decembrie 1893, Fălticeni – d. 21 noiembrie 1942, Cotul Donului) a fost un general român, care a luptat în cel de-al Doilea Război Mondial.

## Biografie

Efigia generalului Alexandru Pastia, turnată în bronz, montată pe monumentul funerar din cimitirul Ghencea (extrasă din - File:Al Pastia grave.jpeg

Alexandru Pastia s-a născut la 25 decembrie 1893 la Fălticeni. A urmat cursurile Școlii Superioare de Război din București.
În conformitate cu diversele acorduri și convenții militare ale "Micii Înțelegeri", România a trimis atașați militari și la Belgrad. Pentru faptul că era "un temperament calm, plin de învățătură, cu multă putere de muncă" a fost numit, la 13 martie 1928, ca atașat militar în Iugoslavia. În această calitate el s-a distins prin "claritatea expunerilor sale din studiile făcute, prin temeinicia aprecierilor și puterea lui de a sintetiza și analiza informațiile" privitoare la politica internă, externă și militară a Iugoslaviei.
Colonelul Pastia a fost numit în 23 decembrie 1941 adjutant regal onorific.
A îndeplinit funcțiile de locțiitor al comandantului Diviziei I Blindate. În luptele de la Cotul Donului, colonelul Pastia a condus gruparea tactică nr. 1 de izbire (principală) a diviziei și a fost ucis la data de 21 noiembrie 1942 în luptele desfășurate pe valea Zariza, în cursul ofensivei spre râul Cir⁠(fr)[traduceți]. 
 A fost înaintat post-mortem la gradul de general de brigadă.

## In memoriam

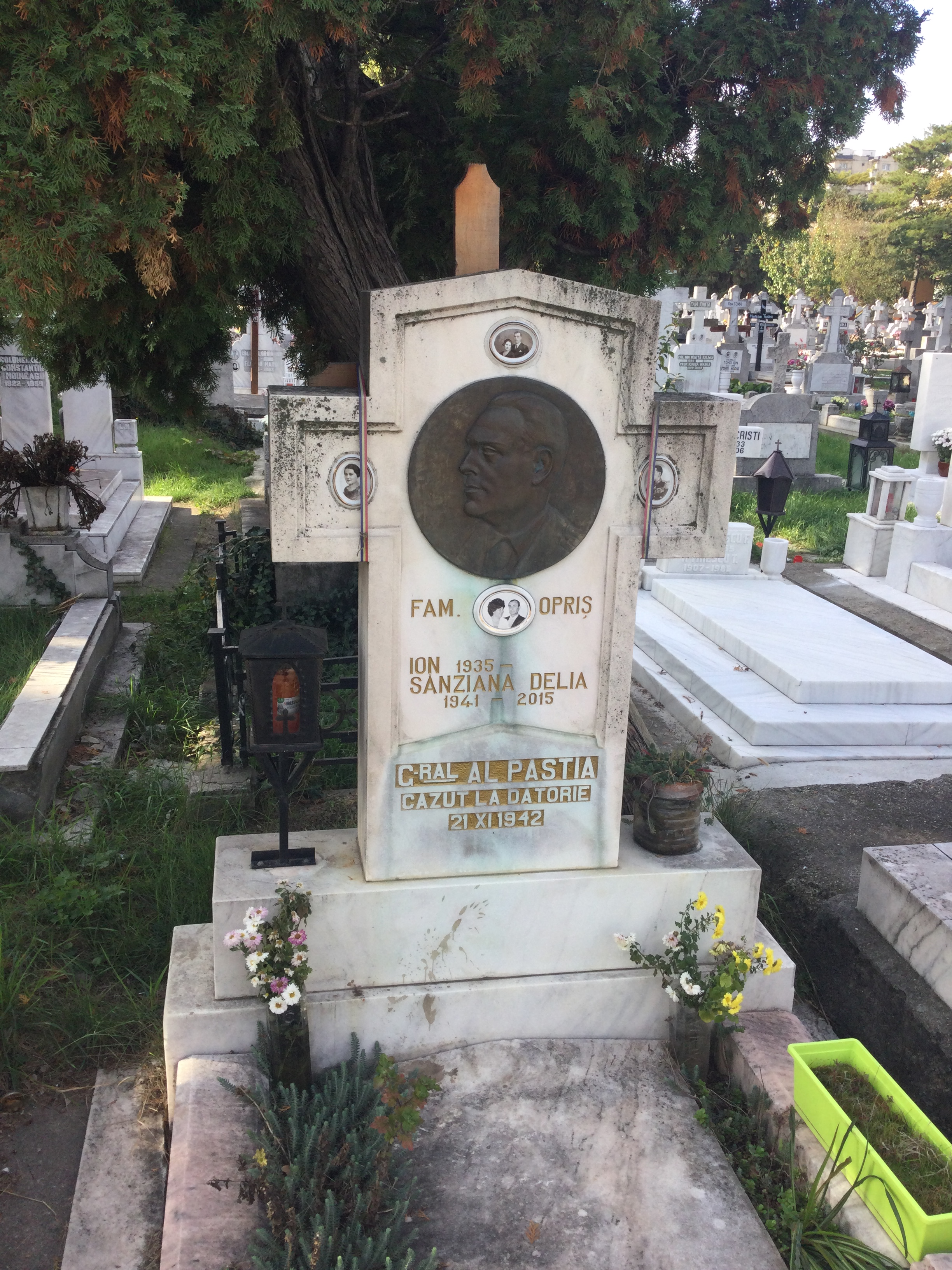
Mormântul său din Cimitirul Ghencea

Prin decretul nr.138 din 30 mai 1995, publicat în M.Of. nr. 109/1 iun. 1995, s-a acordat drapelul de luptă Brigăzii 63 Tancuri "General Alexandru Pastia".
O stradă din Sibiu, în Cartierul Veteranilor de Război, poartă numele de „Strada Colonel Alexandru Pastia”.

## Vezi și
- Pastia